# Фьорилло, Винченцо
Винче́нцо Фьори́лло (итал. Vincenzo Fiorillo; род. 13 января 1990, Генуя) — итальянский футболист, вратарь клуба «Салернитана».

## Клубная карьера
Винченцо стал игроком молодёжной команды «Сампдории» в 2004 году. В 2007 году он стал членом основной команды; дебютировал на поле в её составе 13 апреля 2008 года в матче против «Реджины».

## Национальная сборная
Фьорилло вызывался в сборную Италии до 17, 19, 20 и 21 года. На чемпионате Европы среди юношей до 19 лет Фьорилло был признан лучшим голкипером. В 2009 году Винченцо принял участие в чемпионате мира по футболу среди молодёжи в качестве капитана итальянской команды. В сборной Италии для игроков до 21 года Винченцо дебютировал 25 марта 2009 года в товарищеском матче против сборной Австрии.